# فرنسيسكو فاريلا
فرنسيسكو فاريلا (بالإسبانية: Francisco Varela Martín)‏ (26 أكتوبر 1994 بغرناطة في إسبانيا - ) هو لاعب كرة قدم إسباني في مركز الدفاع. شارك مع منتخب إسبانيا تحت 18 سنة لكرة القدم ومنتخب إسبانيا تحت 19 سنة لكرة القدم ومنتخب إسبانيا تحت 20 سنة لكرة القدم. أما مع النوادي، فقد لعب مع ريال بيتيس وريال بيتيس بي.

## وصلات خارجية
- فرنسيسكو فاريلا على موقع قاعدة بيانات كرة القدم.إي يو (الإنجليزية)
- فرنسيسكو فاريلا على موقع Soccerway.com (الإنجليزية)